# Knooppunt Grijsoord
Der Knooppunt Grijsoord ist ein Autobahndreieck in der niederländischen Provinz Gelderland im Westen der Stadt Arnhem. Es verbindet den Rijksweg 12 (A12: Oberhausen–Arnhem–Utrecht–Den Haag) mit dem Rijksweg 50 (A50: Zwolle–Apeldoorn–Arnhem–Eindhoven).
Benannt ist das Autobahndreieck nach einem Bauernhof, der ab Anfang des 20. Jahrhunderts als Ferienlager für kranke Kinder genutzt wurde. Das Bauernhaus befand sich nahe der Verbindungsrampe Eindhoven – Arnhem, wo sich heute noch ein alter Asphaltweg befindet.

## Geschichte

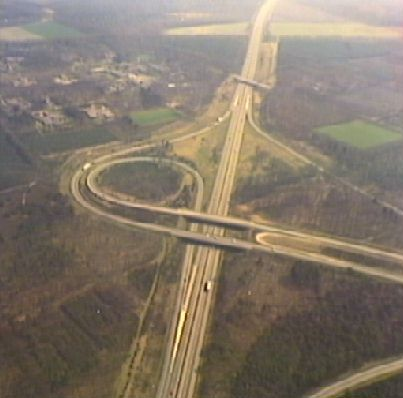
Der Knooppunt Knooppunt Grijsoord im Jahre 1984 – Luftaufnahme

Bereits im Jahre 1962 wurden die Planungen für eine Autobahntrasse zwischen der Renkum und dem Knooppunt Grijsoord vorgestellt. 1968 wurde dann mit dem Bau der Strecke und 1970 mit dem Bau des Autobahndreiecks begonnen. Mit der Fertigstellung der Trasse der A50 zwischen dem Knooppunt Valburg und dem Knooppunt Grijsoord am 30. August 1972 wurde das Autobahndreieck für den Verkehr freigegeben.
Die großzügige Bauart, wie z. B. die breite Fahrstreifentrennung im Bereich des Autobahndreiecks oder die Führung der Verbindungsrampen, ist auf die Planungen eines Ausbaus Richtung Norden zurückzuführen. Demnach sollte nördlich des Knotenpunktes im Bereich des heutigen Verlaufs der N310 der Rijksweg 30 bis zur A1 entstehen, der an den Knotenpunkt angeschlossen werden sollte. Diese Pläne wurden aber verworfen als der Rijksweg 30 etwas weiter westlich bei Barneveld realisiert wurde.
Um 1989 wurde die A12/A50 östlich des Knooppunt Grijsoord bis zum Knooppunt Waterberg sechsspurig ausgebaut. Ab 2010, bis zum 22. April 2011, wurde die A50 zwischen dem Knooppunt Valburg und dem Knooppunt Grijsoord ebenfalls sechsspurig ausgebaut.

## Bauform
Das Autobahndreieck ist in Bauform einer Trompete errichtet und verbindet die A12, die wichtigste Ost-West-Verbindung der Niederlande, mit der A50. Östlich des Knotens verläuft die A12 bis zum Knooppunt Waterberg gemeinsam mit der A50. Die Verbindungsrampen Süd-Ost und Ost-Süd, also die, die A50 mit dem Abschnitt der A12, in dem sie mit der A50 gemeinsam verläuft, sind jeweils zweispurig ausgebaut. Die restlichen Rampen sind jeweils einspurig ausgebaut, wobei durch die großzügige Bauart eine Erweiterung ohne Komplikationen möglich wäre. Die Überführung der Rampe von Süden Richtung Westen ist für eine zweispurige Rampe ausgelegt, es befindet sich dort aber derzeit nur eine einspurige Rampe.